# سیه‌رخ غرب آفریقا
سیه‌رخ غرب آفریقا (نام علمی: Batis occulta) نام یک گونه از سرده سیه‌رخ‌ها است.